# ThinkPad R

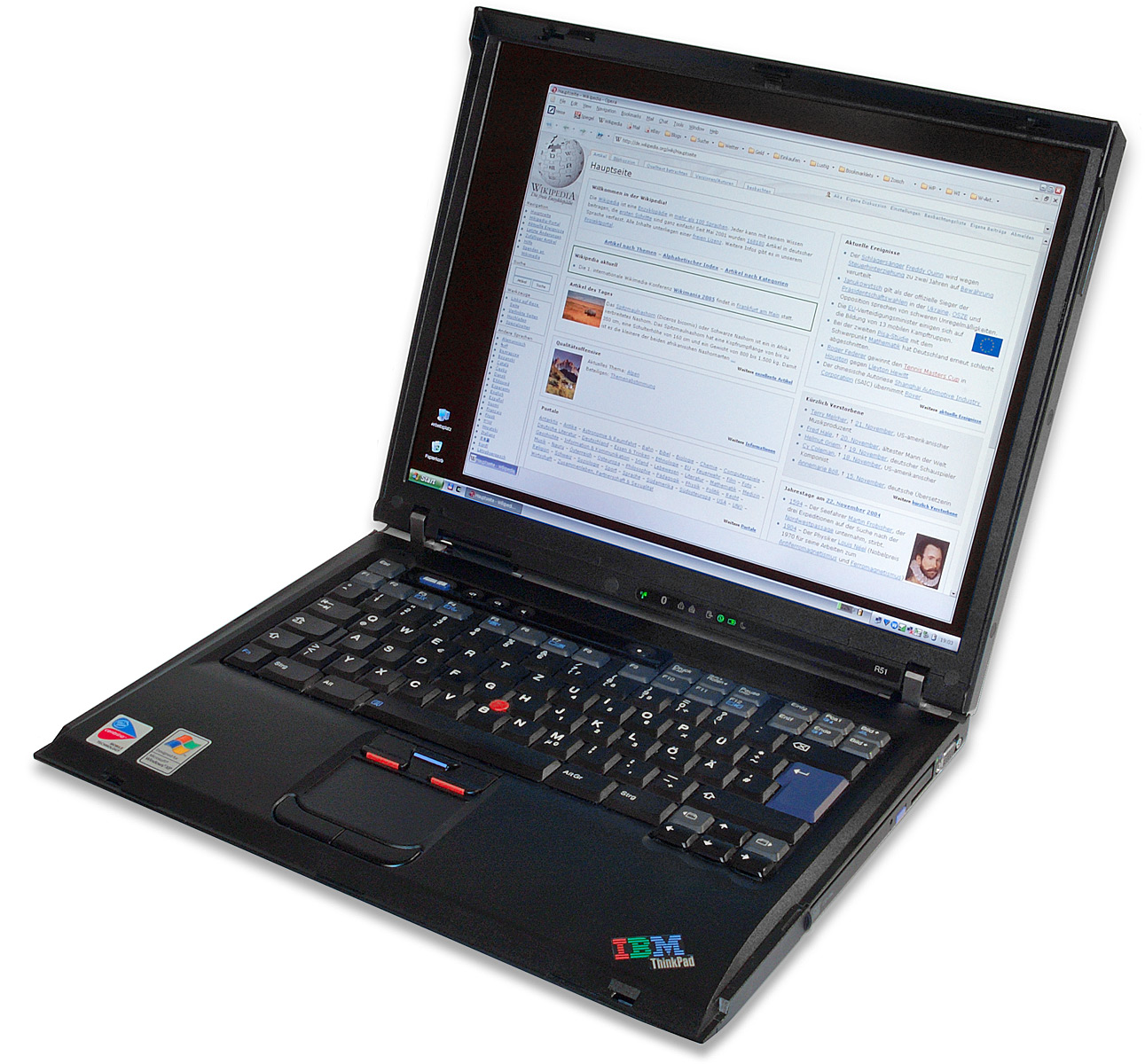
ThinkPad R51

ThinkPad Rシリーズ（シンクパッド アール - ）はレノボ（IBM）社のノートパソコン、ThinkPadブランドの一シリーズ。

## 概要・コンセプト
ThinkPad RシリーズはThinkPadの中でも低価格・エントリーモデルとして2001年10月に最初の製品が発売された。しかし、R5X（Xには0、1、2の順で数字が入る。以下同。）系以降はスタンダードモデルとされている。基本的には14.1インチまたは15インチの液晶ディスプレイで、A4サイズ筐体の2スピンドルノートパソコンである。
R30ではマザーボードにインテル互換チップセットを用いたり、現在に至るまで大半のモデルでグラフィック統合チップセットを用いるなど、コストダウンを主眼においていた。
なお、2010年4月27日に、Lシリーズが発表されたため、2010年3月のR400/R500をもって、生産および販売を終了した。
Rシリーズの販売期間は9年間であった。

## R3x系
ThinkPad R3x系は、それまでThinkPadシリーズであまり力を入れていなかった低価格、スタンダードというジャンルの機種として発売された。（ThinkPad 130の後継機種と見なせる。）
キャッチフレーズは「お求めやすいプライスも大事な“性能”」である。カタログによると、コストの面でも賢い“マシン選び”という観点から見ると価格も大事な性能だということだ。いままで、プロ仕様、高機能のイメージが強かったThinkPadシリーズに「初めての一台」的な機種を加える事により、他メーカーからの乗り換えを狙ったものだと思われる。
ラインナップ
- R30 （モバイル Pentium III またはモバイル Celeron、ALi M1632チップセット）
- R31 （モバイル Pentium III またはモバイル Celeron、830MGチップセット）
- R32 （Pentium 4-M またはモバイル Celeron、845MPチップセット）

## R4x系
ThinkPad R4x系はCeleronの1.6Ghz - 2.2Ghz（Pentium 4-M搭載モデルも有り）を搭載し、一部機種にセキュリティー・チップやウルトラナビを搭載するなど、R3X系統とは一転して高性能な仕様になった。R3x系では携帯性、コスト、基本性能を重視していたのに対し、R4x系では“携帯性”というコンセプトが消え、Gシリーズ登場により消滅したAシリーズに近い、高機能、デスクユーズの機種となった。又、高性能化によるコストアップ対策の為、ウルトラベイをオミット（CD-ROMドライブ固定化）した、末尾に「e」の付くモデルがこのシリーズから登場している。
また、Pentium M、855PMチップセット、MOBILITY RADEON 7500を搭載した機種（型番:2722）も存在する。
ラインナップ
- R40, R40e （Pentium 4-M またはモバイル Celeron、845MPチップセット）
- R40（2722）(Pentium M 855PMチップセット)

## R5x系
ThinkPad R5x系はハードディスク・アクティブプロテクション・システム、ウルトラベイ・エンハンスドなどによりリニューアルした機種。スタンダードビジネスモバイルとしての一面と、T4x系が持たないIEEE 1394ポート（DV端子として利用可能）を搭載するなど、コンシューマ機に通じる一面を持つ。
CPUファン、各ポートの位置、バッテリーの種類などがT4X系統と同じで、マザーボードの設計を流用している。画面サイズは14.1インチと15インチの二種類があるが、マザーボードの設計は共通で、15インチモデルはHDDキャディーとベイ部分の追加基盤で左右方向の寸法を拡幅している。
リーズナブルな価格を前面に押し出すRシリーズにおいて、R5x系では低価格と高性能の両立が実現されている。
同じR5x系の中でも製品番号の後ろにアルファベットの「e」が付くものはスタンダードモデルで、「e」が付かないものはスタンダード拡張モデルと分類され、より多くのユーザーのニーズに対応できる製品となった。
「e」モデルとスタンダード拡張モデルの主な違いは、底面のドッキングポートの省略と、ウルトラベイ・エンハンスド・デバイスのホットスワップが出来ない事などである。（ベイ自体はウルトラベイ・エンハンスドで、分解してのデバイスの交換は可能。）
ラインナップ
- R50e, R50, R50p, R51 （Pentium M/Celeron M、855PM/855GMチップセット）
- R51e,  (Celeron M、ATI RADEON Xpress 200Mチップセット)
- R52 （Pentium M、915GM Expressチップセット）

### R50p
Rシリーズでは初めて末尾に「p」の付いたモデルである。
ThinkPadでの「p」記号は、「プロフェッショナルモデル」、「ワークステーションモデル」を指すもので、とくにグラフィックに関しては高性能なグラフィックチップおよび高解像度液晶ディスプレイを搭載し、同系統中の上位機種とした。
当時の「p」が付くモデルには14.1インチ SXGA+と15インチ FlexView UXGAがあった。
先代のT40pの時点ではA31pがあったが、Aシリーズの廃止に伴い、T41pに対をなす機種が必要となり、T41シリーズには15インチモデルが存在しなかったため、15インチモデルが存在するR50の筐体とT41pのマザーボードを組み合わされた機種である。このためR50とは異なりIEEE 1394は搭載していない。
T42で新たに15インチモデルが登場したため、R50p一機種のみで終焉となった。

## R6x系
ThinkPad R6x系はCPUにIntel Core/Core 2 Duoを採用した一方、直販価格では最廉価モデルで14万円を切る低価格を実現している（Celeron Mモデルでは10万円を切る）。2007年にノートパソコンとしては初めてのBlu-ray Discドライブ搭載モデルが登場した。
ラインナップ
- R60 （Core Duo、945GM Expressチップセット）
- R60e （Core 2 Duo、945GM Expressチップセット/Celeron M、940GML Expressチップセット）
- R61  (Core 2 Duo/Celeron M、965GM Express チップセット）
- R61e (Core 2 Duo/Celeron、965GM Express チップセット/Celeron M、960GL Express チップセット）
- R61 (エンターテイメントモデル、Core 2 Duo、965PM Expressチップセット、ブルーレイディスク内蔵)

## R400/R500系

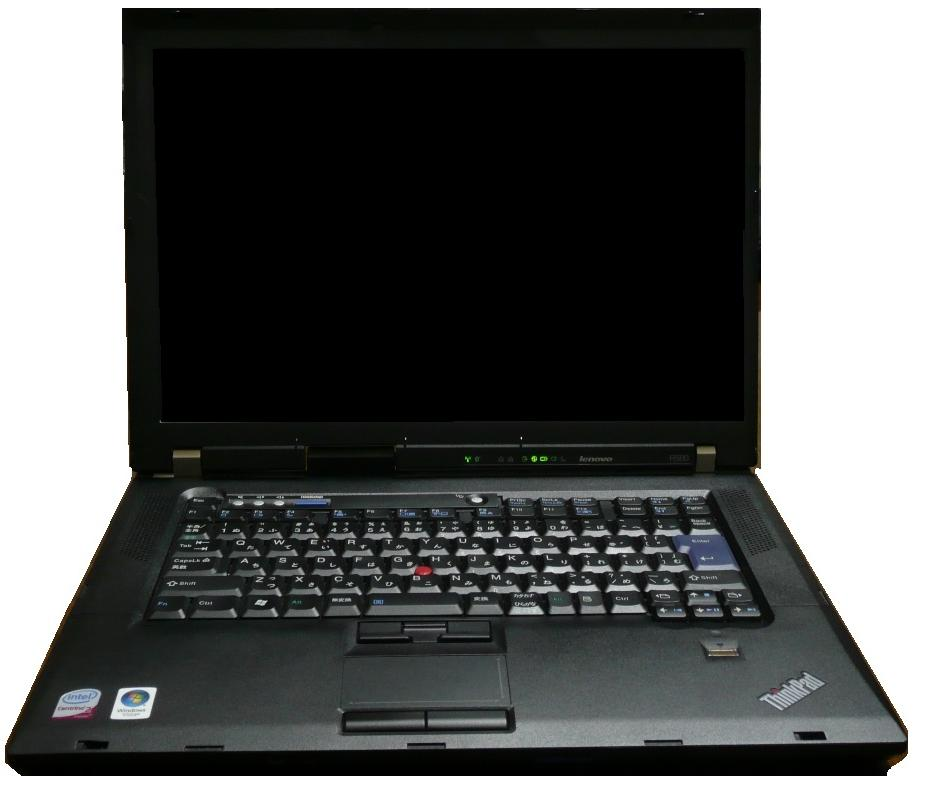
ThinkPad R500

2008年7月16日発表。R400/R500（Rxx系では下二桁は00のみ。）は、R6xシリーズに引き続き、CPUにIntel Core 2 Duoを採用しており、プラットフォームとしてIntel Centrino 2を搭載しているモデルもある。
持ち運びを想定して天板内にロールケージを装備するが、家庭やSOHOでの据え置き用途も重視され、マルチメディア機能が強化されている。液晶ディスプレイはワイドのみとなり、R400は14.1型で、冷陰極管バックライトのWXGAとWXGA+、LEDバックライトWXGA+の3種、R500は15.1型で、冷陰極管バックライトWSXGA+である。R400にはTシリーズ同様のスイッチャブル・ハイブリッドグラフィックスが採用され、GPUの手動切り替えによってバッテリーを効率よく使える。廉価版ながらディスプレイポート（R500のみ）や7 in 1カードリーダーを備え、Blu-ray Discドライブや内蔵Webカメラも選択できる。バッテリーの最大稼動時間は、R400で6.6時間、R500で4.8時間になっている。
前述のとおりRシリーズは、このR400/R500をもって2010年3月に生産および販売を終了している。
ラインナップ
- R400/R500（Core 2 Duo、Intel PM45 Express/GM45 Express チップセット）
- R400 CTO コストパフォーマンスパッケージ（Celeron 900、Intel GM45 Express チップセット）